# Петровское (Серпуховский район)
Петровское — деревня в Серпуховском районе Московской области. Входит в состав Васильевского сельского поселения (до 29 ноября 2006 года входила в состав Васильевского сельского округа).

## Население
| 2002 | 2006 | 2010 |
| ---- | ---- | ---- |
| 24   | ↗25  | ↗37  |

## География
Петровское расположено примерно в 16 км (по шоссе) на север от Серпухова, на реке Московка, левом притоке реки Нара, у внешней стороны большого Московского кольца, высота центра деревни над уровнем моря — 166 м.

## Современное состояние
На 2016 год в деревне зарегистрировано 6 садовых товариществ.

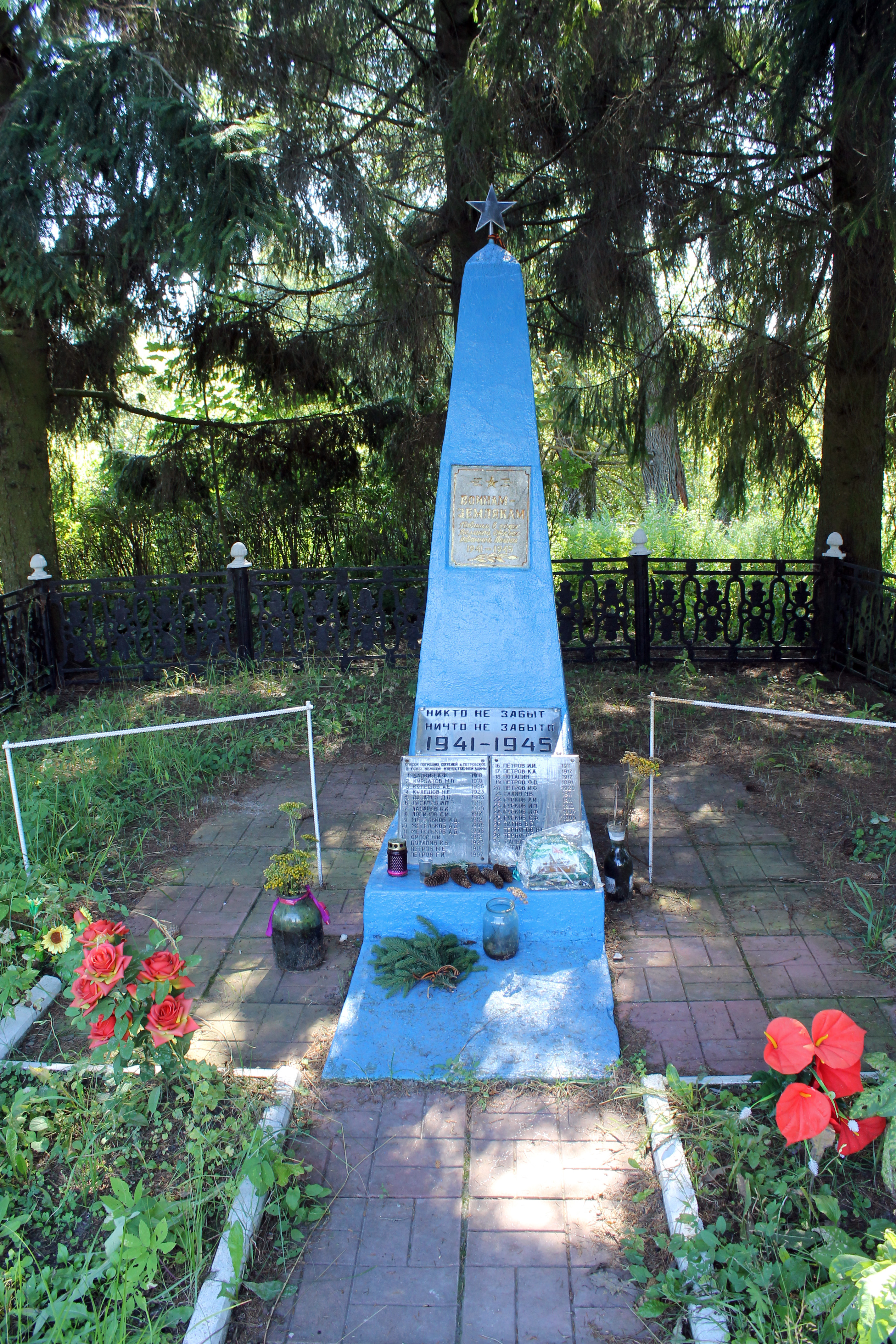
Мемориал павшим войнам в Великую Отечественную войну

## Достопримечательности
В деревне находится мемориал павшим войнам в Великую Отечественную войну.